# エソム＝シュル＝マルヌ
エソム＝シュル＝マルヌ （Essômes-sur-Marne）は、フランス、オー＝ド＝フランス地域圏、エーヌ県のコミューン。

## 地理
町はマルヌ川の右岸に位置しており、シャトー＝ティエリの南西2km（マルヌ川下流）にある。

## 由来
地名のつづりは様々であり、Essoni、Essomi、Issoma、Sommensis abatia、Castrum de Essomiisといったものが見つかっている。11世紀以降に村、シャンパーニュ伯の城、修道院があったことが判明している。
1918年5月27日のエーヌの戦い（fr）では、ヴォー集落にピエール・トルショー将軍指揮下の第19歩兵師団の指令所が設けられていた。

## 人口統計
2016年時点のコミューンの人口は2793人で、2011年当時の人口より2.12%増加した
| 1962年 | 1968年 | 1975年 | 1982年 | 1990年 | 1999年 | 2009年 | 2016年 |
| ------ | ------ | ------ | ------ | ------ | ------ | ------ | ------ |
| 1690   | 2055   | 2038   | 2321   | 2479   | 2486   | 2695   | 2793   |

参照元:1962年から1999年までは複数コミューンに住所登録をする者の重複分を除いたもの。それ以降は当該コミューンの人口統計によるもの。1999年までEHESS/Cassini、2006年以降INSEE

## 史跡
- エソム修道院付属サン・フェレオル教会 - アウグスチヌ会の聖職者たちのために創設。歴史的記念物[8]

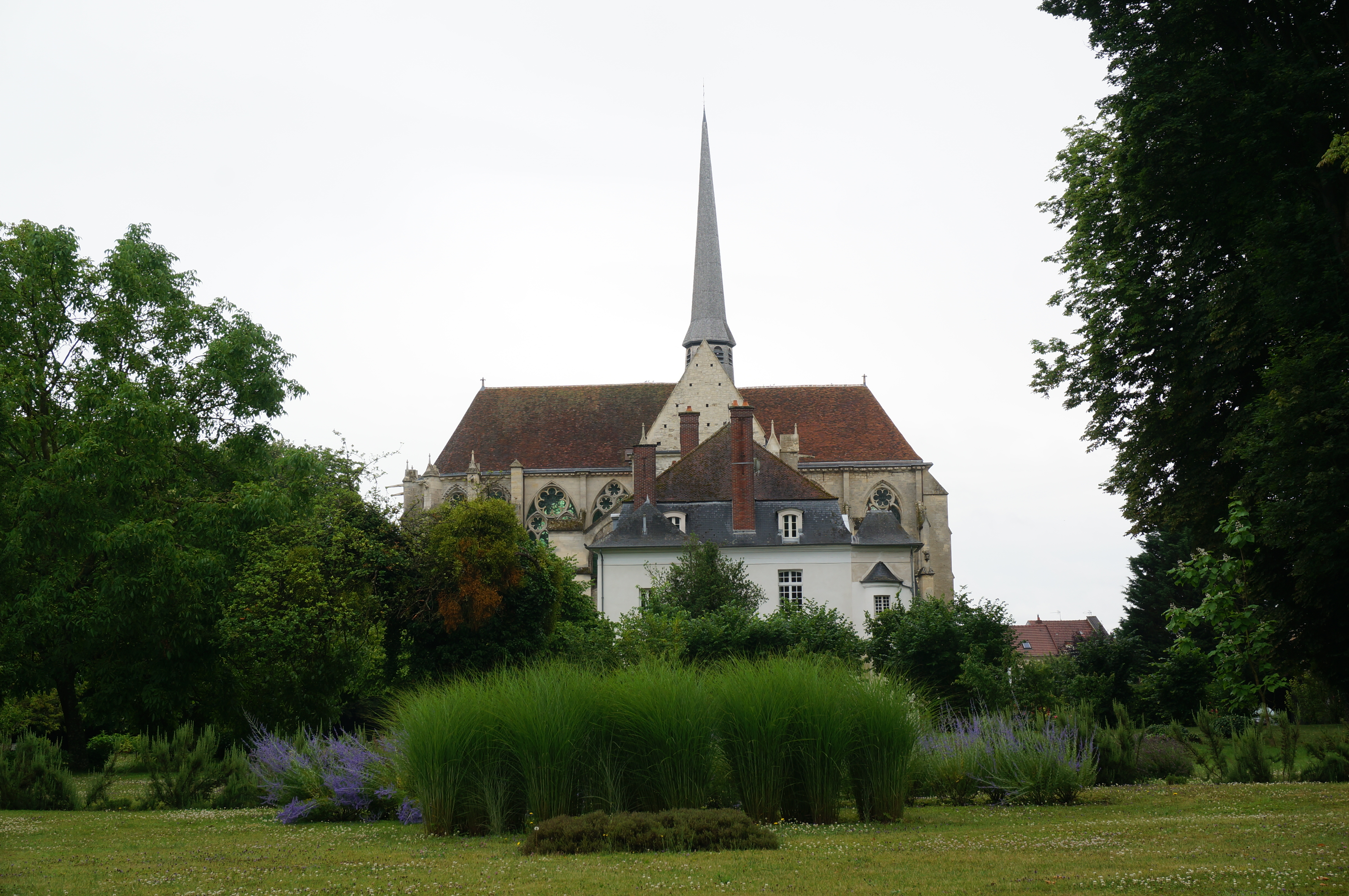
エソム修道院
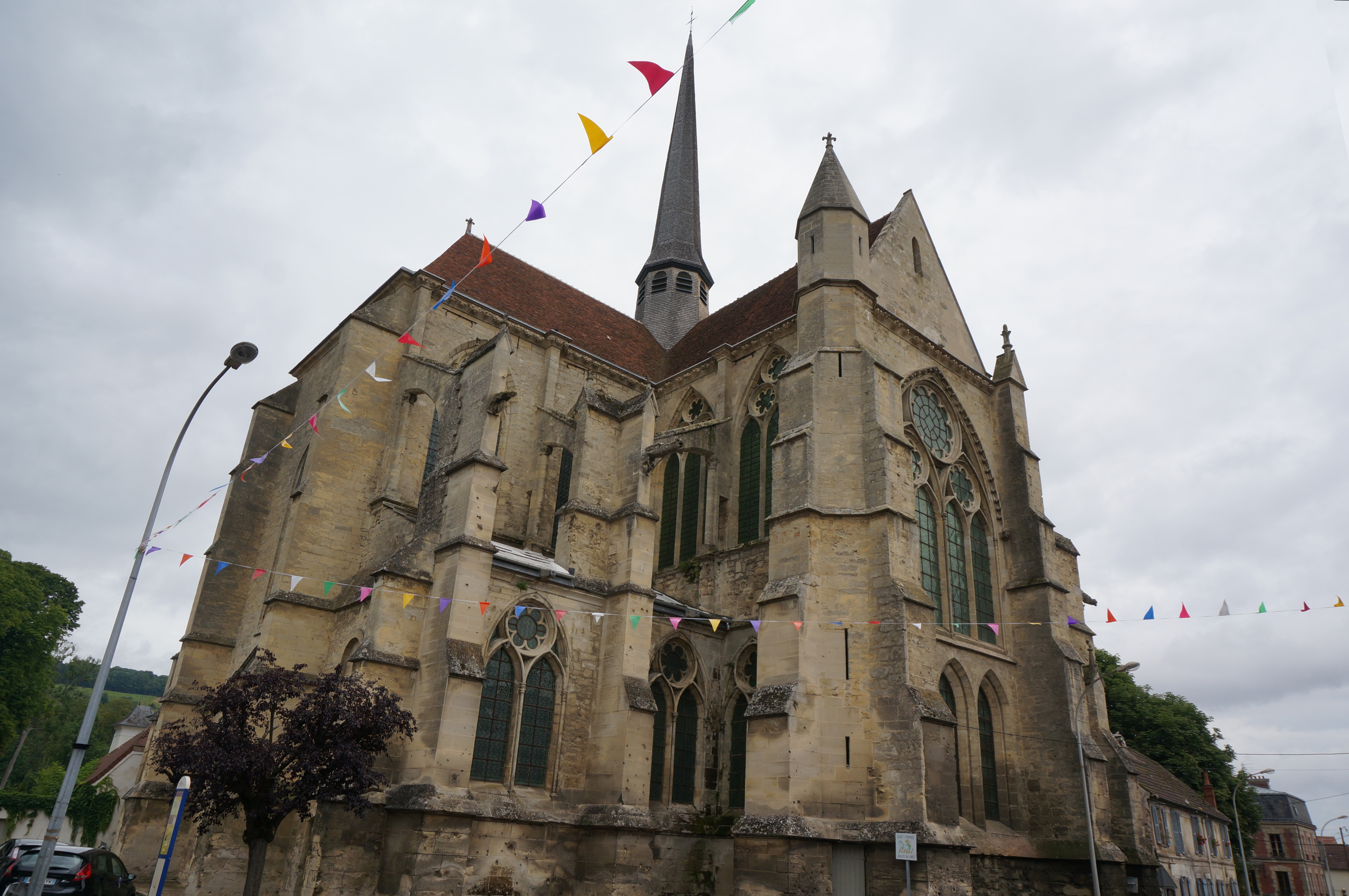
サン・フェレオル教会
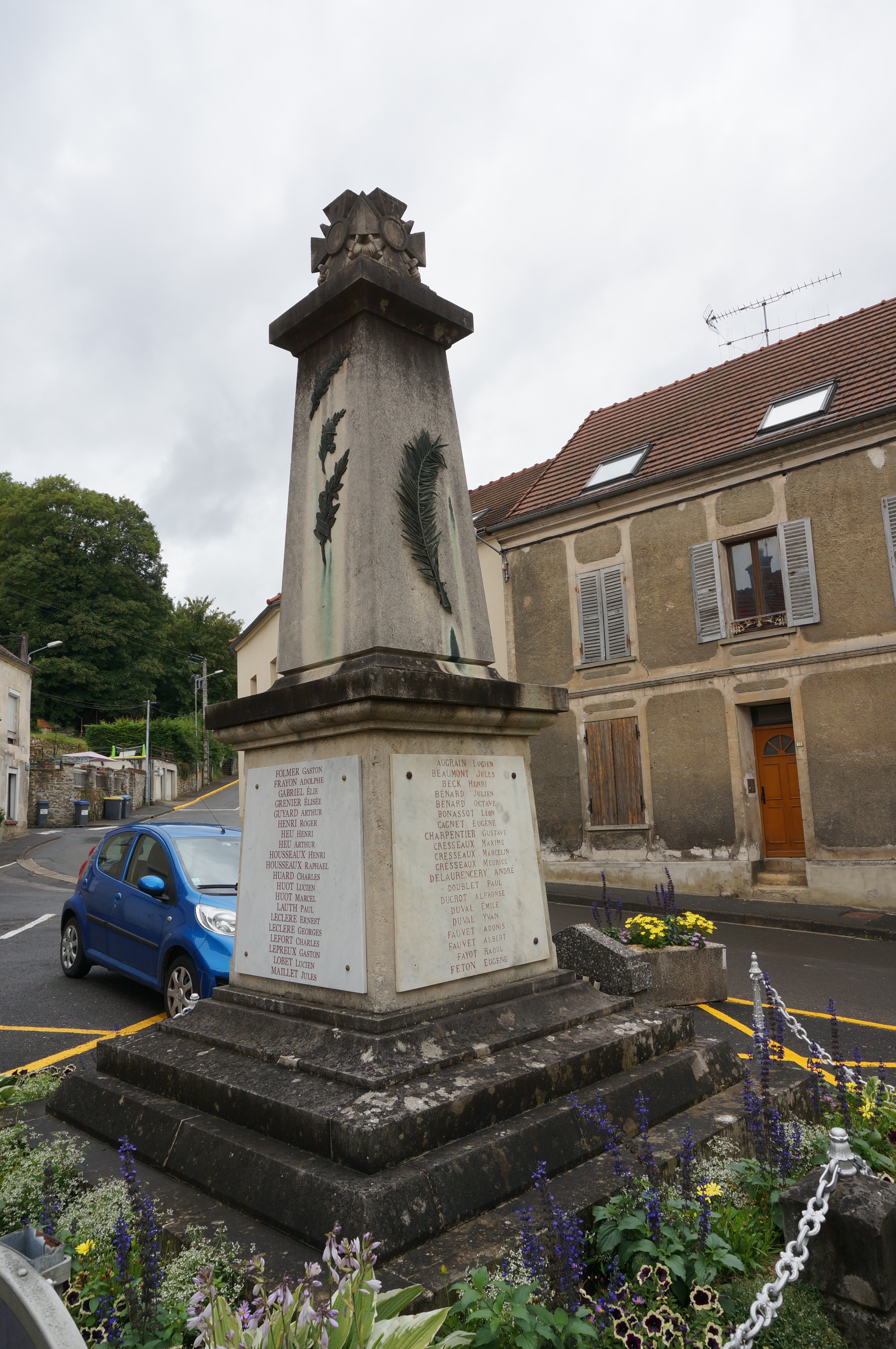
戦死者記念碑

## ゆかりの人物
- アンリ・ピエ（fr） - 画家
- ソフィー・ザイコフスカ（fr） - 個人主義的アナーキスト
- ジャン＝ジャック・ゴティエ（fr） - ジャーナリスト